# Straight Outta Lynwood
Straight Outta Lynwood ("Directo desde Lynwood") es el duodécimo álbum de "Weird Al" Yankovic. Fue lanzado el 26 de septiembre de 2006 en Estados Unidos por Volcano Records, el 30 de septiembre en Australia, el 3 de octubre en Canadá, el 6 de octubre en Nueva Zelanda, el 13 de noviembre en Reino Unido y el 24 de noviembre en Alemania.
El álbum fue lanzado en DualDisc, con un lado DVD que posee el álbum en sonido Surround 5.1 digital, versiones instrumentales de todas las canciones (con opción de letra en pantalla para Karaoke), un detrás de cámaras de 9 minutos en la creación del álbum, 6 videos animados y un libro con 24 fotos.

## Demora del álbum
La campaña de lanzamiento del álbum comenzó el 6 de abril de 2006 con un enorme "27" en la ventana principal de la página web de Yankovic, lo cual se reveló después, significaba que el álbum iba a ser lanzado el 27 de junio. Sin embargo, el lanzamiento se demoró debido a problemas con una de las parodias. "You're Pitiful", parodia de "You're Beautiful" de James Blunt, fue grabada para el álbum, pero removido de este por petición de la discográfica de Blunt, Atlantic Records. La canción fue lanzada como descarga en línea gratuita en junio. Yankovic entonces volvió al estudio y grabó dos nuevas canciones para reemplazarla: "Do I Creep You Out" y "White & Nerdy".
Yankovic quiso grabar una parodia de "Bad Day" de Daniel Powter, pero Powder lo rechazó al principio. Sin embargo, cambió de idea el día anterior al que Yankovic fue al estudio a grabar "White & Nerdy", a tal punto que él dijo que "el tren ya ha abandonado la estación".
Las versiones en PAL y canadiense del álbum no fueron lanzadas en DualDisc, sino en CD y DVD separados, el cual no incluye el álbum en 5.1 e instrumental, sólo los videos animados y el detrás de cámaras. Sin embargo, el DVD del DualDisc es multizona, lo cual garantiza su perfecta exportación.

## Canciones
1. "White & Nerdy" (Blanco y nerd) (2:50)
  - Parodia de "Ridin'" de Chamillionaire con Krayzie Bone. Habla sobre la vida de un nerd que quiere "andar con los gangstas", con muchas referencias a la cultura nerd y una referencia a Wikipedia.
2. "Pancreas" (3:48)
  - Parodia a Brian Wilson sobre las funciones biológicas del páncreas.
3. "Canadian Idiot" (Idiota canadiense) (2:23)
  - Parodia de "American Idiot" de Green Day, sobre el punto de vista de los estadounidenses a los canadienses.
4. "I'll Sue Ya" (Voy a demandarte) (3:51)
  - Parodia a Rage Against the Machine sobre la abundancia de demandas absurdas.
5. "Polkarama!" (4:17)
  - Intermedio de polka que incluye versiones de:

  1. "La danza del pollo"
  2. "Let's Get It Started" de The Black Eyed Peas
  3. "Take Me Out" de Franz Ferdinand
  4. "Beverly Hills" de Weezer
  5. "La polka de Nina Bobina" de "Weird Al" Yankovic
  6. "Speed of Sound" de Coldplay
  7. "Float On" de Modest Mouse
  8. "Feel Good Inc." de Gorillaz
  9. "Don't Cha" de The Pussycat Dolls
  10. "Somebody Told Me" de The Killers
  11. "Slither" de Velver Revolver
  12. "Candy Shop" de 50 Cent
  13. "Drop It Like It's Hot" de Snoop Dogg
  14. "Pon de Replay" de Rihanna
  15. "Gold Digger" de Kanye West
6. "Virus Alert" (Alerta de virus) (3:46)
  - Parodia a Sparks, imitando a los correos electrónicos en los que se alerta sobre distintos virus de computadora. Este habla de un virus con efectos increíblemente exagerados.
7. "Confessions Part III" (Confesiones, parte 3) (3:52)
  - Parodia de "Confessions Part II" de Usher, realizada como una continuación a ésta. En una parte de la canción hay un fragmento de la letra de "Trapped in the Closet" de R. Kelly ("I fantasize you're a midget.. I'm so sorry Debbie, I mean Bridget"), canción que también fue parodiada.
8. "Weasel Stomping Day" (Día de aplastar comadrejas) (1:34)
  - Parodia a las canciones navideñas de los sesenta que describe un día festivo donde la gente aplasta comadrejas.
9. "Close But No Cigar" (Cerca, pero no hay cigarro) (3:55)
  - Parodia a Cake, donde un hombre abandona a sus novias por razones mínimamente malas.
10. "Do I Creep You Out" (¿Te repugno?) (2:46)
  - Parodia de "Do I Make You Proud" de Taylor Hicks, sobre un loco que habla de su amada.
11. "Trapped in the Drive-Thru" (Atrapado en la ventanilla) (10:51)
  - Parodia de "Trapped in the Closet" de R. Kelly, sobre una pareja que va a comer a un restaurante de comida rápida por la ventanilla para autos. La canción contiene un segmento de "Black Dog" de Led Zeppelin a los 6:24 reinterpretado por la banda de Yankovic.
12. "Don't Download This Song" (No descargues esta canción) (3:52)
  - Parodia a las canciones de caridad de los ochenta (como "We Are the World" de USA for Africa), que describe las consecuencias de descargar música de programas de archivos compartidos. A pesar del título, la canción puede descargarse del MySpace de Yankovic.